# John Worthington (Theologe)
John Worthington (* 1618 in Manchester; † 1671 in London) war ein britischer Theologe. Er ist heute vor allem durch sein Tagebuch bekannt.

## Leben
Worthington studierte ab 1633 in Cambridge am Emmanuel College. 1642 wurde er dort Fellow und 1644 Dean und Tutor (verantwortlich für religiöse Unterweisung der Studenten). Er war ein Schüler von Benjamin Whichcote und Joseph Mede, dessen Werke er später herausgab. 1650 bis 1660 war er Master des Jesus College in Cambridge; sein dortiger Vorgänger Thomas Young hatte den von den Puritanern nach Ausrufung des Commonwealth of England verlangten Eid nicht leisten wollen, obwohl er selbst schottischer Presbyterianer war und 1642 seinen Posten bei der Besetzung von Cambridge durch die Armee des Parlaments erhalten hatte. 1657 bis 1658 war Worthington Vizekanzler der Universität. Mit der Restauration verlor er seinen Posten als Master des Emmanuel 1660, als der 1642 abgesetzte Richard Sterne wieder eingesetzt wurde. Worthington hatte das College erfolgreich geleitet und kam auch gut mit seinem Nachfolger Sterne aus, seine Karriere in der Kirche, die er nun einschlagen musste, war aber durch die Missgunst des Bischofs von Ely Matthew Wren behindert, der von den Puritanern eingesetzte Geistliche in ihrer weiteren Karriere behinderte. Schon in seiner Zeit in Cambridge hatte Worthington sich einen Ruf als Prediger erworben, auch über Cambridge hinaus zum Beispiel in London. Er wurde Kanon von Windsor und Rektor von St. Benet Fink in London. Als diese im Großen Brand von London 1666 zerstört wurde, hatte er zunächst eine Landpfarre in Lincolnshire nahe Grantham. Dort starben seine Frau und jüngste Tochter an Krankheiten und auch seine Gesundheit ließ nach. Er hatte Förderer in hohen Kirchenpositionen, wie den Bischof von Canterbury Gilbert Sheldon, der ihn zum Kanon der Kathedrale von Lincoln machte. Aus Gesundheitsgründen zog er es aber vor, als bezahlter Prediger nach Hackney bei London zu gehen. Durch den Einfluss seiner Freunde sollte er auch wieder Rektor des neu aufgebauten St. Benet Fink werden, starb aber vorher. Die Leichenpredigt hielt der spätere Erzbischof von Canterbury John Tillotson.
Worthington war eng mit den Cambridger Platonikern um Henry More verbunden, veröffentlichte selbst aber keine philosophischen Werke. Außerdem gehörte er zum Kreis von Samuel Hartlib und war einer von dessen Korrespondenten. Nach Hartlibs Tod ordnete er dessen Archiv, das der Baron William Brereton erworben hatte; es ist heute in der Universitätsbibliothek von Sheffield.
Von ihm stammt eine Übersetzung der Imitatio Christi von Thomas von Kempen (The Christian’s Pattern, London 1654) und er gab die theologischen Vorlesungen von John Smith (1616–1652) heraus (Select Discourses, London 1660), der sein Kollege am Emmanuel College gewesen war, Fellow und Dean des Queens’ College, und zu den Cambridger Platonikern gehörte. Nach seinem Tod erschienen auch einige Predigten von Worthington, herausgegeben von seinem Sohn.
1657 heiratete er die siebzehnjährige Mary Whichcote, die Nichte des Philosophen Benjamin Whichcote. Sie hatten vier Töchter und einen Sohn. Worthington war musikalisch und spielte gelegentlich Viola da Gamba und sang geistliche Texte, begleitet von seiner Frau auf der Orgel.

## Schriften
- The diary and correspondence of Dr. John Worthington, Chetham Society, 4 Bände 1847 bis 1888 (Hrsg. James Crossley), Band 1, Archive, Band 2, Teil 1, Archive, Band 2, Teil 2, Archive